# Actaea grimaldii
Actaea grimaldii (лат.) — вид крабов из семейства Xanthidae.

## Этимология
Вид назван в честь князя Монако Альбера II, спонсировавшего несколько научных экспедиций. Кроме того, окраска A. grimaldii соответствует цветам семьи Гримальди, к которой принадлежит князь.

## Внешний вид и строение
Окрашен в красно-белые цвета. От Actaea spinosissima отличается расположением шипов на панцире, клешнях и ходильных ногах, а также строением гонопод у самцов. Внешне он также похож на Actaea polyacantha, но отличается строением панциря.

## Распространение и места обитания
Actaea grimaldii обитает на коралловых рифах у побережья Молуккских островов, Папуа — Новой Гвинеи и, возможно, Австралии. Типовой экземпляр собран в провинции Маданг (Папуа — Новая Гвинея).